# UIT-OMS Grupo de trabajo de inteligencia artificial para la salud
El  ITU-WHO Focus Group on Artificial INtelligence for Health (AI for Health) es una colaboración entre la Organización Mundial de la Salud y el Unión Internacional de Telecomunicaciones, la cual creó un marco de referencia para evaluar la precisión de las aplicaciones de la AI en salud.
Esta organización convoca a una red internacional de expertos de sectores como investigación, practicantes, regulación, ética, salud pública, etc, para desarrollar documentos con directrices. Estos documentos abordan temas como ética, evaluación/valoración, manejo, y regulación en el uso de la AI en la salud, cubriendo sectores de salud específicos tales como oftalmología, histopatología, odontología, detección de malaria, radiología, etc. El FG-AI4H ha establecido un grupo preocupado por el uso de las tecnologías digitales para emergencias de salud, incluyendo COVID-19. Toda documentación es pública.